# 日穀製粉
日穀製粉株式会社（にっこくせいふん、Nikkoku Seifun Co.Ltd.）は、長野県でそば、うどん製品を中心とした食品を製造する企業である。
国内に於けるそば粉の取扱い最大手で、業務用の生麺・インスタント麺は国内の飲食店、コンビニチェーンで広く採用されている。一般にも乾麺やそば茶を始めとする家庭用のそば製品で知られる。

## 沿革
- 1945年（昭和20年）- 長野県長野市に長野精麦所として創業。
- 1949年（昭和24年）- 長野精穀株式会社に社名変更、小麦製粉業開始。
- 1951年（昭和26年）- 日信精穀株式会社に社名変更、倉庫営業開始。
- 1960年（昭和35年）- 松本工場（長野県松本市）および東京営業所（東京都新宿区）を設置。
- 1966年（昭和41年）- 日穀製粉株式会社に社名変更。
- 1978年（昭和53年）-「そば茶」発売。
- 1990年（平成2年）- 消費期限の延長を可能にする「クリーン減菌そば粉」開発、コンビニのチルド麺として広く採用。
- 1996年（平成8年）- 直営店「そばきり みよ田」開店（長野駅前）・大阪営業所（大阪府吹田市）を設置。
- 2003年（平成15年）- 体験施設「そばふれあい館」開設（松本工場内）。
- 2005年（平成17年）-「そばきり みよ田」松本店開店（運営は株式会社王滝）。
- 2008年（平成20年）- 軽井沢そば茶工場（長野県北佐久郡御代田町）設置。

## グループ会社
- 株式会社しなの麺工房
- 株式会社やまびこ
- つばさ運輸株式会社